# Villers-Faucon Communal Cemetery
Villers-Faucon Communal Cemetery is een begraafplaats gelegen in de Franse plaats Villers-Faucon (Somme). De militaire graven worden onderhouden door de Commonwealth War Graves Commission.
De begraafplaats telt 302 geïdentificeerde graven waarvan 222 Gemenebest graven uit de Eerste Wereldoorlog en 80 overige graven uit de Eerste Wereldoorlog.